# RSPO4
RSPO4 (англ. R-spondin 4) – білок, який кодується однойменним геном, розташованим у людей на короткому плечі 20-ї хромосоми. Довжина поліпептидного ланцюга білка становить 234 амінокислот, а молекулярна маса — 26 171.
| 10         |  | 20         |  | 30         |  | 40         |  | 50         |
| ---------- |  | ---------- |  | ---------- |  | ---------- |  | ---------- |
| MRAPLCLLLL |  | VAHAVDMLAL |  | NRRKKQVGTG |  | LGGNCTGCII |  | CSEENGCSTC |
| QQRLFLFIRR |  | EGIRQYGKCL |  | HDCPPGYFGI |  | RGQEVNRCKK |  | CGATCESCFS |
| QDFCIRCKRQ |  | FYLYKGKCLP |  | TCPPGTLAHQ |  | NTRECQGECE |  | LGPWGGWSPC |
| THNGKTCGSA |  | WGLESRVREA |  | GRAGHEEAAT |  | CQVLSESRKC |  | PIQRPCPGER |
| SPGQKKGRKD |  | RRPRKDRKLD |  | RRLDVRPRQP |  | GLQP       |  |            |

A: Аланін

C: Цистеїн

D: Аспарагінова кислота

E: Глутамінова кислота

F: Фенілаланін

G: Гліцин

H: Гістидин

I: Ізолейцин

K: Лізин

L: Лейцин

M: Метіонін

N: Аспарагін

P: Пролін

Q: Глутамін

R: Аргінін

S: Серин

T: Треонін

V: Валін

W: Триптофан

Кодований геном білок за функцією належить до фосфопротеїнів. 
Задіяний у таких біологічних процесах, як сигнальний шлях Wnt, альтернативний сплайсинг. 
Білок має сайт для зв'язування з молекулою гепарину. 
Секретований назовні.